# Liste der Mitglieder des Bayerischen Landtags (15. Wahlperiode)
Diese Liste gibt einen Überblick über alle Mitglieder des Bayerischen Landtags in der 15. Wahlperiode (6. Oktober 2003 bis 17. Juli 2008).
Präsidium
Das Präsidium bestand aus:
|                    | Funktion           | Partei                |
| ------------------ | ------------------ | --------------------- |
| Alois Glück        | Landtagspräsident  | CSU                   |
| Barbara Stamm      | I. Vizepräsidentin | CSU                   |
| Peter Paul Gantzer | II. Vizepräsident  | SPD                   |
| Christa Naaß       | Schriftführerin    | SPD                   |
| Herbert Fischer    | Schriftführer      | CSU                   |
| Manfred Ach        | Schriftführer      | CSU                   |
| Berta Schmid       | Schriftführerin    | CSU                   |
| Simone Strohmayr   | Schriftführerin    | SPD                   |
| Helmut Müller      | Schriftführer      | CSU                   |
| Reserl Sem         | Schriftführerin    | CSU                   |
| Maria Scharfenberg | Schriftführerin    | Bündnis 90/Die Grünen |

## Abgeordnete
| Mitglied des Landtages      | Lebens- daten | Partei                | Wahlkreis     | Stimmkreis (Direktmandat)                       | Bemerkungen                                               |
| --------------------------- | ------------- | --------------------- | ------------- | ----------------------------------------------- | --------------------------------------------------------- |
| Manfred Ach                 | 1940–2024     | CSU                   | Unterfranken  | Würzburg-Land                                   |                                                           |
| Renate Ackermann            | 1952          | Bündnis 90/Die Grünen | Mittelfranken |                                                 |                                                           |
| Günther Babel               | 1952          | CSU                   | Mittelfranken |                                                 |                                                           |
| Margarete Bause             | 1959          | Bündnis 90/Die Grünen | Oberbayern    |                                                 | Fraktionsvorsitzende                                      |
| Günther Beckstein           | 1943          | CSU                   | Mittelfranken | Nürnberg-Nord                                   | Ministerpräsident                                         |
| Otmar Bernhard              | 1946          | CSU                   | Oberbayern    | München-Pasing                                  |                                                           |
| Thomas Beyer                | 1963          | SPD                   | Mittelfranken |                                                 |                                                           |
| Annemarie Biechl            | 1949          | CSU                   | Oberbayern    |                                                 |                                                           |
| Susann Biedefeld            | 1964          | SPD                   | Oberfranken   |                                                 |                                                           |
| Reinhold Bocklet            | 1943          | CSU                   | Oberbayern    | Fürstenfeldbruck-Ost                            |                                                           |
| Rainer Boutter              | 1946          | SPD                   | Unterfranken  |                                                 |                                                           |
| Klaus Dieter Breitschwert   | 1943          | CSU                   | Mittelfranken | Ansbach-Nord                                    |                                                           |
| Gudrun Brendel-Fischer      | 1959          | CSU                   | Oberfranken   |                                                 | seit 23. Januar 2007, nachgerückt für Henry Schramm       |
| Helmut Brunner              | 1954          | CSU                   | Niederbayern  | Regen, Freyung-Grafenau                         |                                                           |
| Manfred Christ              | 1940–2020     | CSU                   | Unterfranken  | Aschaffenburg-West                              |                                                           |
| Marianne Deml               | 1949          | CSU                   | Oberpfalz     | Regensburg-Land, Schwandorf                     |                                                           |
| Renate Dodell               | 1952          | CSU                   | Oberbayern    | Weilheim-Schongau                               |                                                           |
| Karl Döhler                 | 1956          | CSU                   | Oberfranken   | Wunsiedel im Fichtelgebirge                     |                                                           |
| Heinz Donhauser             | 1951          | CSU                   | Oberpfalz     | Amberg-Sulzbach                                 |                                                           |
| Sepp Dürr                   | 1953–2023     | Bündnis 90/Die Grünen | Oberbayern    |                                                 | Fraktionsvorsitzender                                     |
| Jürgen Dupper               | 1961          | SPD                   | Niederbayern  |                                                 | ausgeschieden am 30. April 2008                           |
| Gerhard Eck                 | 1960          | CSU                   | Unterfranken  | Schweinfurt                                     |                                                           |
| Kurt Eckstein               | 1947          | CSU                   | Mittelfranken | Nürnberger Land                                 |                                                           |
| Udo Egleder                 | 1951          | SPD                   | Niederbayern  |                                                 | seit 1. Mai 2008, nachgerückt für Jürgen Dupper           |
| Georg Eisenreich            | 1970          | CSU                   | Oberbayern    | München-Altstadt-Hadern                         |                                                           |
| Peter Eismann               | 1957          | CSU                   | Oberfranken   |                                                 | seit 12. November 2007, nachgerückt für Werner Schnappauf |
| Herbert Ettengruber         | 1941          | CSU                   | Niederbayern  | Straubing                                       |                                                           |
| Walter Eykmann              | 1937          | CSU                   | Unterfranken  | Würzburg-Stadt                                  |                                                           |
| Kurt Faltlhauser            | 1940          | CSU                   | Oberbayern    |                                                 |                                                           |
| Ingrid Fickler              | 1940          | CSU                   | Schwaben      |                                                 |                                                           |
| Martin Fink                 | 1950          | CSU                   | Oberbayern    |                                                 | seit 1. Mai 2008, nachgerückt für Jakob Kreidl            |
| Herbert Fischer             | 1940–2019     | CSU                   | Oberpfalz     |                                                 |                                                           |
| Linus Förster               | 1965          | SPD                   | Schwaben      |                                                 |                                                           |
| Karl Freller                | 1956          | CSU                   | Mittelfranken | Nürnberg-Süd                                    |                                                           |
| Walburga Fricke             | 1936–2019     | CSU                   | Niederbayern  |                                                 | seit 5. Mai 2008, nachgerückt für Franz Meyer             |
| Günter Gabsteiger           | 1942          | CSU                   | Mittelfranken | Fürth-Land                                      |                                                           |
| Peter Paul Gantzer          | 1938          | SPD                   | Oberbayern    |                                                 |                                                           |
| Alois Glück                 | 1940–2024     | CSU                   | Oberbayern    | Traunstein                                      | Landtagspräsident                                         |
| Gertraud Goderbauer         | 1955          | CSU                   | Niederbayern  | Landshut                                        |                                                           |
| Erika Görlitz               | 1952          | CSU                   | Oberbayern    | Pfaffenhofen a.d.Ilm, Schrobenhausen            |                                                           |
| Christa Götz                | 1948          | CSU                   | Mittelfranken |                                                 |                                                           |
| Thomas Goppel               | 1947          | CSU                   | Oberbayern    | Landsberg am Lech, Fürstenfeldbruck-West        |                                                           |
| Ulrike Gote                 | 1965          | Bündnis 90/Die Grünen | Oberfranken   |                                                 |                                                           |
| Helmut Guckert              | 1942          | CSU                   | Schwaben      |                                                 |                                                           |
| Petra Guttenberger          | 1962          | CSU                   | Mittelfranken | Fürth-Stadt                                     |                                                           |
| Christine Haderthauer       | 1962          | CSU                   | Oberbayern    | Ingolstadt, Neuburg a.d.Donau                   |                                                           |
| Joachim Haedke              | 1970          | CSU                   | Oberbayern    | München-Giesing                                 |                                                           |
| Karin Halbig                | 1955          | CSU                   | Mittelfranken |                                                 | seit 1. Mai 2008, nachgerückt für Günther Babel           |
| Eike Hallitzky              | 1959          | Bündnis 90/Die Grünen | Niederbayern  |                                                 |                                                           |
| Heinz Hausmann              | 1941          | CSU                   | Oberfranken   |                                                 | seit 1. Mai 2008, nachgerückt für Karl Döhler             |
| Ingrid Heckner              | 1950          | CSU                   | Oberbayern    | Altötting                                       |                                                           |
| Jürgen W. Heike             | 1949–2022     | CSU                   | Oberfranken   | Coburg                                          |                                                           |
| Hans Herold                 | 1955          | CSU                   | Mittelfranken | Neustadt a.d.Aisch-Bad Windsheim                |                                                           |
| Joachim Herrmann            | 1956          | CSU                   | Mittelfranken | Erlangen-Stadt                                  | Innenminister                                             |
| Johannes Hintersberger      | 1953          | CSU                   | Schwaben      | Augsburg-Stadt-West                             |                                                           |
| Wolfgang Hoderlein          | 1953          | SPD                   | Oberfranken   |                                                 |                                                           |
| Monika Hohlmeier            | 1962          | CSU                   | Oberbayern    | München-Milbertshofen                           |                                                           |
| Karl Holmeier               | 1956          | CSU                   | Oberpfalz     |                                                 | seit 1. Mai 2008, nachgerückt für Herbert Rubenbauer      |
| Erwin Huber                 | 1946          | CSU                   | Niederbayern  | Dingolfing                                      |                                                           |
| Marcel Huber                | 1958          | CSU                   | Oberbayern    | Mühldorf a.Inn                                  |                                                           |
| Peter Hufe                  | 1954          | SPD                   | Mittelfranken |                                                 |                                                           |
| Otto Hünnerkopf             | 1951          | CSU                   | Unterfranken  | Kitzingen                                       |                                                           |
| Melanie Huml                | 1975          | CSU                   | Oberfranken   |                                                 |                                                           |
| Hermann Imhof               | 1953          | CSU                   | Mittelfranken | Nürnberg-Ost                                    |                                                           |
| Heinz Kaiser                | 1941          | SPD                   | Unterfranken  |                                                 |                                                           |
| Christine Kamm              | 1952          | Bündnis 90/Die Grünen | Schwaben      |                                                 |                                                           |
| Henning Kaul                | 1940          | CSU                   | Unterfranken  | Aschaffenburg-Ost                               |                                                           |
| Anton Kern                  | 1951          | CSU                   | Oberbayern    |                                                 |                                                           |
| Robert Kiesel               | 1951          | CSU                   | Unterfranken  | Bad Kissingen                                   |                                                           |
| Konrad Kobler               | 1943          | CSU                   | Niederbayern  | Passau-Ost                                      |                                                           |
| Alexander König             | 1961          | CSU                   | Oberfranken   | Hof                                             |                                                           |
| Bernd Kränzle               | 1942          | CSU                   | Schwaben      | Augsburg-Stadt-Ost                              |                                                           |
| Jakob Kreidl                | 1952          | CSU                   | Oberbayern    | Miesbach                                        |                                                           |
| Thomas Kreuzer              | 1959          | CSU                   | Schwaben      | Kempten, Oberallgäu                             |                                                           |
| Hildegard Kronawitter       | 1946          | SPD                   | Oberbayern    |                                                 |                                                           |
| Engelbert Kupka             | 1939          | CSU                   | Oberbayern    | München-Land-Süd                                |                                                           |
| Franz Kustner               | 1950          | CSU                   | Oberpfalz     |                                                 |                                                           |
| Wilhelm Leichtle            | 1940          | SPD                   | Schwaben      |                                                 |                                                           |
| Philipp Graf Lerchenfeld    | 1952–2017     | CSU                   | Oberpfalz     |                                                 |                                                           |
| Monica Lochner-Fischer      | 1952–2012     | SPD                   | Oberbayern    |                                                 |                                                           |
| Heidi Lück                  | 1943          | SPD                   | Schwaben      |                                                 |                                                           |
| Ursula Männle               | 1944          | CSU                   | Oberbayern    | Starnberg                                       |                                                           |
| Christian Magerl            | 1955          | Bündnis 90/Die Grünen | Oberbayern    |                                                 |                                                           |
| Franz Maget                 | 1953          | SPD                   | Oberbayern    |                                                 | Fraktionsvorsitzender                                     |
| Christa Matschl             | 1943–2024     | CSU                   | Mittelfranken | Erlangen-Höchstadt                              |                                                           |
| Christian Meißner           | 1969          | CSU                   | Oberfranken   | Kronach, Lichtenfels                            |                                                           |
| Hermann Memmel              | 1939–2019     | SPD                   | Oberbayern    |                                                 |                                                           |
| Franz Meyer                 | 1953          | CSU                   | Niederbayern  | Passau-West                                     |                                                           |
| Josef Miller                | 1947          | CSU                   | Schwaben      | Memmingen                                       | Landwirtschaftsminister                                   |
| Helmut Müller               | 1944          | CSU                   | Oberfranken   | Bamberg-Stadt                                   |                                                           |
| Herbert Müller              | 1944          | SPD                   | Schwaben      |                                                 |                                                           |
| Thomas Mütze                | 1966          | Bündnis 90/Die Grünen | Unterfranken  |                                                 |                                                           |
| Christa Naaß                | 1955          | SPD                   | Mittelfranken |                                                 |                                                           |
| Walter Nadler               | 1946          | CSU                   | Oberfranken   | Bayreuth                                        |                                                           |
| Bärbel Narnhammer           | 1948          | SPD                   | Oberbayern    |                                                 |                                                           |
| Johann Neumeier             | 1945          | CSU                   | Oberbayern    |                                                 |                                                           |
| Martin Neumeyer             | 1954          | CSU                   | Niederbayern  | Kelheim                                         |                                                           |
| Eduard Nöth                 | 1949          | CSU                   | Oberfranken   | Forchheim                                       |                                                           |
| Thomas Obermeier            | 1964          | CSU                   | Oberbayern    |                                                 |                                                           |
| Reinhard Pachner            | 1944          | CSU                   | Schwaben      | Aichach-Friedberg                               |                                                           |
| Ruth Paulig                 | 1949          | Bündnis 90/Die Grünen | Oberbayern    |                                                 |                                                           |
| Reinhold Perlak             | 1945          | SPD                   | Niederbayern  |                                                 |                                                           |
| Rudolf Peterke              | 1945          | CSU                   | Oberbayern    |                                                 |                                                           |
| Gudrun Peters               | 1951          | SPD                   | Niederbayern  |                                                 |                                                           |
| Hans-Ulrich Pfaffmann       | 1956          | SPD                   | Oberbayern    |                                                 |                                                           |
| Lydia Pflanz                | 1949          | CSU                   | Schwaben      |                                                 | seit 1. Mai 2008, nachgerückt für Martin Sailer           |
| Edeltraud Plattner          | 1959          | CSU                   | Niederbayern  |                                                 |                                                           |
| Ingeborg Pongratz           | 1946          | CSU                   | Niederbayern  |                                                 |                                                           |
| Karin Pranghofer            | 1951          | SPD                   | Unterfranken  |                                                 |                                                           |
| Franz Josef Pschierer       | 1956          | CSU                   | Schwaben      | Kaufbeuren                                      |                                                           |
| Christoph Rabenstein        | 1952          | SPD                   | Oberfranken   |                                                 |                                                           |
| Karin Radermacher           | 1945          | SPD                   | Unterfranken  |                                                 |                                                           |
| Hans Rambold                | 1954          | CSU                   | Oberbayern    |                                                 |                                                           |
| Sepp Ranner                 | 1939          | CSU                   | Oberbayern    | Rosenheim-West                                  |                                                           |
| Roland Richter              | 1963          | CSU                   | Oberbayern    | Berchtesgadener Land                            |                                                           |
| Florian Ritter              | 1962          | SPD                   | Oberbayern    |                                                 |                                                           |
| Sebastian von Rotenhan      | 1949–2022     | CSU                   | Unterfranken  | Haßberge, Rhön-Grabfeld                         |                                                           |
| Eberhard Rotter             | 1954          | CSU                   | Schwaben      | Lindau, Sonthofen                               |                                                           |
| Herbert Rubenbauer          | 1950          | CSU                   | Oberbayern    | Tirschenreuth                                   |                                                           |
| Heinrich Rudrof             | 1955          | CSU                   | Oberfranken   | Bamberg-Land                                    |                                                           |
| Berthold Rüth               | 1958          | CSU                   | Unterfranken  | Miltenberg                                      |                                                           |
| Barbara Rütting             | 1927–2020     | Bündnis 90/Die Grünen | Oberbayern    |                                                 |                                                           |
| Martin Runge                | 1958          | Bündnis 90/Die Grünen | Oberbayern    |                                                 |                                                           |
| Adelheid Rupp               | 1958          | SPD                   | Oberbayern    |                                                 |                                                           |
| Markus Sackmann             | 1961–2015     | CSU                   | Oberpfalz     | Cham                                            |                                                           |
| Martin Sailer               | 1970          | CSU                   | Schwaben      |                                                 |                                                           |
| Alfred Sauter               | 1950          | CSU                   | Schwaben      | Günzburg                                        |                                                           |
| Maria Scharfenberg          | 1952          | Bündnis 90/Die Grünen | Oberpfalz     |                                                 |                                                           |
| Ulrike Scharf-Gerlspeck     | 1967          | CSU                   | Oberbayern    |                                                 | seit 1. Januar 2006, nachgerückt für Otto Wiesheu         |
| Marianne Schieder           | 1962          | SPD                   | Oberpfalz     |                                                 | ausgeschieden am 19. Oktober 2005                         |
| Werner Schieder             | 1948          | SPD                   | Oberpfalz     |                                                 |                                                           |
| Franz Schindler             | 1956          | SPD                   | Oberpfalz     |                                                 |                                                           |
| Berta Schmid                | 1951          | CSU                   | Schwaben      |                                                 |                                                           |
| Georg Schmid                | 1953          | CSU                   | Schwaben      | Donau-Ries                                      | Fraktionsvorsitzender                                     |
| Peter Schmid                | 1947          | CSU                   | Schwaben      | Neu-Ulm                                         |                                                           |
| Helga Schmitt-Bussinger     | 1957          | SPD                   | Mittelfranken |                                                 |                                                           |
| Werner Schnappauf           | 1953          | CSU                   | Oberfranken   |                                                 | ausgeschieden am 7. November 2007, Wechsel zum BDI        |
| Siegfried Schneider         | 1956          | CSU                   | Oberbayern    | Eichstätt                                       | Leiter der Staatskanzlei                                  |
| Angelika Schorer            | 1958          | CSU                   | Schwaben      | Marktoberdorf                                   |                                                           |
| Henry Schramm               | 1960          | CSU                   | Oberfranken   | Kulmbach                                        | ausgeschieden am 16. Januar 2007                          |
| Stefan Schuster             | 1959          | SPD                   | Mittelfranken |                                                 |                                                           |
| Jakob Schwimmer             | 1949          | CSU                   | Oberbayern    | Erding                                          |                                                           |
| Reserl Sem                  | 1953          | CSU                   | Niederbayern  | Rottal-Inn                                      |                                                           |
| Bernd Sibler                | 1971          | CSU                   | Niederbayern  | Deggendorf                                      |                                                           |
| Eberhard Sinner             | 1944          | CSU                   | Unterfranken  | Main-Spessart                                   | Leiter der Staatskanzlei                                  |
| Markus Söder                | 1967          | CSU                   | Mittelfranken | Nürnberg-West                                   | Minister für Bundes- und Europaangelegenheiten            |
| Kathrin Sonnenholzner       | 1956          | SPD                   | Oberbayern    |                                                 |                                                           |
| Ludwig Spaenle              | 1961          | CSU                   | Oberbayern    | München-Schwabing                               |                                                           |
| Hans Spitzner               | 1943          | CSU                   | Oberpfalz     | Neumarkt i. d OPf.                              |                                                           |
| Adi Sprinkart               | 1953–2013     | Bündnis 90/Die Grünen | Schwaben      |                                                 |                                                           |
| Christine Stahl             | 1957          | Bündnis 90/Die Grünen | Mittelfranken |                                                 |                                                           |
| Georg Stahl                 | 1940          | CSU                   | Oberpfalz     | Weiden i. d. OPf.                               |                                                           |
| Barbara Stamm               | 1944–2022     | CSU                   | Unterfranken  |                                                 |                                                           |
| Christa Steiger             | 1951          | SPD                   | Oberfranken   |                                                 |                                                           |
| Christa Stewens             | 1945          | CSU                   | Oberbayern    | Ebersberg                                       | Arbeitsministerin                                         |
| Sylvia Stierstorfer         | 1963          | CSU                   | Oberpfalz     | Regensburg-Land-Ost                             |                                                           |
| Hans Gerhard Stockinger     | 1950–2013     | CSU                   | Unterfranken  |                                                 |                                                           |
| Edmund Stoiber              | 1941          | CSU                   | Oberbayern    | Bad Tölz-Wolfratshausen, Garmisch-Partenkirchen |                                                           |
| Klaus Stöttner              | 1963          | CSU                   | Oberbayern    | Rosenheim-Ost                                   |                                                           |
| Max Strehle                 | 1946          | CSU                   | Schwaben      | Augsburg-Land-Süd                               |                                                           |
| Jürgen Ströbel              | 1947          | CSU                   | Mittelfranken |                                                 |                                                           |
| Reinhold Strobl             | 1950          | SPD                   | Oberpfalz     |                                                 | seit 19. Oktober 2005, nachgerückt für Marianne Schieder  |
| Simone Strohmayr            | 1967          | SPD                   | Schwaben      |                                                 |                                                           |
| Blasius Thätter             | 1936–2023     | CSU                   | Oberbayern    | Dachau                                          |                                                           |
| Simone Tolle                | 1963          | Bündnis 90/Die Grünen | Unterfranken  |                                                 |                                                           |
| Heinrich Traublinger        | 1943          | CSU                   | Oberbayern    | München-Ramersdorf                              |                                                           |
| Joachim Unterländer         | 1957          | CSU                   | Oberbayern    | München-Moosach                                 |                                                           |
| Jürgen Vocke                | 1943          | CSU                   | Oberbayern    |                                                 |                                                           |
| Wolfgang Vogel              | 1950–2017     | SPD                   | Mittelfranken |                                                 |                                                           |
| Rainer Volkmann             | 1942          | SPD                   | Oberbayern    |                                                 |                                                           |
| Gerhard Wägemann            | 1953          | CSU                   | Mittelfranken | Ansbach-Süd, Weißenburg-Gunzenhausen            |                                                           |
| Joachim Wahnschaffe         | 1941          | SPD                   | Oberpfalz     |                                                 |                                                           |
| Gerhard Waschler            | 1957          | CSU                   | Niederbayern  |                                                 |                                                           |
| Manfred Weber               | 1972          | CSU                   | Niederbayern  |                                                 | ausgeschieden am 31. Juli 2004                            |
| Max Weichenrieder           | 1950          | CSU                   | Oberbayern    |                                                 |                                                           |
| Ernst Weidenbusch           | 1963          | CSU                   | Oberbayern    | München-Land-Nord                               |                                                           |
| Angelika Weikert            | 1954          | SPD                   | Mittelfranken |                                                 |                                                           |
| Helga Weinberger            | 1953          | CSU                   | Niederbayern  |                                                 |                                                           |
| Bernd Weiß                  | 1968          | CSU                   | Unterfranken  |                                                 |                                                           |
| Manfred Weiß                | 1944–2017     | CSU                   | Mittelfranken | Roth                                            |                                                           |
| Peter Welnhofer             | 1948          | CSU                   | Oberpfalz     | Regensburg-Stadt                                |                                                           |
| Hans Joachim Werner         | 1952          | SPD                   | Oberbayern    |                                                 |                                                           |
| Johanna Werner-Muggendorfer | 1950          | SPD                   | Niederbayern  |                                                 |                                                           |
| Otto Wiesheu                | 1944          | CSU                   | Oberbayern    | Freising                                        | ausgeschieden am 31. Dezember 2005                        |
| Georg Winter                | 1951          | CSU                   | Schwaben      | Augsburg-Land, Dillingen                        |                                                           |
| Peter Winter                | 1954          | CSU                   | Unterfranken  |                                                 |                                                           |
| Klaus Wolfrum               | 1947–2023     | SPD                   | Oberfranken   |                                                 |                                                           |
| Ludwig Wörner               | 1948          | SPD                   | Oberbayern    |                                                 |                                                           |
| Otto Zeitler                | 1944          | CSU                   | Oberpfalz     | Schwandorf                                      |                                                           |
| Alfons Zeller               | 1945          | CSU                   | Schwaben      |                                                 |                                                           |
| Josef Zellmeier             | 1964          | CSU                   | Niederbayern  |                                                 |                                                           |
| Josef Zengerle              | 1948          | CSU                   | Schwaben      |                                                 |                                                           |
| Thomas Zimmermann           | 1946          | CSU                   | Oberbayern    | München-Bogenhausen                             |                                                           |